# Megalomyrmex poatan
Megalomyrmex poatan är en myrart som beskrevs av Brandao 1990. Megalomyrmex poatan ingår i släktet Megalomyrmex och familjen myror. Inga underarter finns listade i Catalogue of Life.